# 花梨 (柏原芳恵の曲)
「花梨」（かりん）は、1982年10月1日に発売された柏原芳恵の11枚目のシングル。

## 概要
デビュー・シングル「No.1」から前作「あの場所から」まで、名前は「柏原よしえ」と平仮名表記だったが、本楽曲を発売した1982年10月1日から漢字表記の「柏原芳恵」（読みは同じ）に変更した。
作詞・作曲はヒット曲「昴 -すばる-」や、山口百恵に「いい日旅立ち」などを楽曲提供し、またアリスとしても活動した谷村新司が担当した。
オリコンチャートの最高位は10位、シングル売上は18万枚を記録。公称シングル売上は25万枚を記録。またTBS系『ザ・ベストテン』での最高位は10位、日本テレビ系『ザ・トップテン』での最高位は5位だった。
柏原は本楽曲で、1982年大晦日放送のTBS系『第24回日本レコード大賞』で金賞を受賞した。

## エピソード
柏原は1982年9月に放送が始まったTBS系ドラマ『野々村病院物語II』に主人公（宇津井健）の娘役としてレギュラー出演した。その時の役名が、花梨を逆にした「梨花（りか）」であった。同シリーズ（前作『野々村病院物語』を含む）の主題歌「青年の樹」は谷村が作詞・作曲・歌唱を担当しており、その縁も由来している。

## 収録曲
- 全曲作詞・作曲：谷村新司／編曲：青木望

1. 花梨 (3分32秒)
2. スノーバード (4分24秒)